# Sandra Reimann
Sandra Reimann ist germanistische Sprachwissenschaftlerin und seit 2019 Professorin für Germanistik an der Universität Oulu in Finnland.

## Leben und Wirken
Sandra Reimann ist seit 1992 ausgebildete Hörfunkjournalistin und war in diesem Beruf unter anderem beim Bayerischen Rundfunk tätig. Im Sommersemester 1993 nahm sie ein Studium der Journalistik an der Katholischen Universität Eichstätt und im Wintersemester desselben Jahres ein Lehramtsstudium der Germanistik und Sozialkunde an der Universität Regensburg auf. Zwischen 1997 und 2001 studierte sie in Regensburg Germanistik, Politikwissenschaft und Soziologie im Magisterstudiengang und erwarb im Februar 2001 den Titel Magistra Artium.
2006 wurde sie an der Universität Regensburg im Fach Germanistik promoviert. Ihre von Albrecht Greule betreute Dissertation behandelt Kommunikationsstrategien mehrmedialer Werbung. 2014 habilitierte sie sich, ebenfalls in der Regensburger Germanistik, und ist seitdem Privatdozentin (Venia Docendi in deutscher Sprachwissenschaft). Ihre Habilitationsschrift untersucht die Kommunikation von Experten und Laien am Fall von Selbsthilfe durch das Internet.
Sie war Vertretungsprofessorin an den Universitäten Paderborn (2010–2011), Bonn (2012–2013) und Regensburg (2014–2015) sowie Gastprofessorin an der Karl-Franzens-Universität Graz (2011). Als Gastdozentin und -forscherin besuchte sie unter anderem die Universitäten in Ferrara, Nijmegen, Brno, Athen, die Eötvös-Loránd-Universität sowie Åbo Akademi und die Universität Helsinki. 2019 wurde sie als Professorin für Germanistik (finnisch Saksan kieli ja kultturi „Deutsche Sprache und Kultur“) an der Universität Oulu in Nordfinnland berufen.
Eines von Reimanns wichtigsten Forschungsthemen ist Radiowerbung, und sie hat einen wichtigen Anteil an der Gründung des Historischen Werbefunkarchivs an der Universität Regensburg zwischen 2003 und 2004.
Reimann ist als außerplanmäßige Professorin (apl. Prof.) und Sprecherin des Regensburger Verbunds für Werbeforschung an ihrer Alma Mater in Regensburg tätig. Sie ist auch Vorsitzende des Forschungsausschusses der Aue-Stiftung in Helsinki.

## Veröffentlichungen (Auswahl)
- 2005 Basiswissen Deutsche Gegenwartssprache,  Stuttgart: UTB (mit Katja Kessel)
- 2008 MEHRmedialität in der werblichen Kommunikation, Tübingen: Narr
- 2009 Wissenschaf(f)t Werbung, Regensburg: Universitätsverlag Regensburg (mit Martin Sauerland)
- 2015 Basiswissen Textgrammatik, Stuttgart: UTB (mit Albrecht Greule)
- 2018 Sprache des Hungerns, Tübingen: Narr